# Гантумурийн Дашдава
Гантумурийн Дашдава (монг. Гантөмөрийн Дашдаваа, 8 января 1981, Улан-Батор) — монгольский дзюдоист лёгкой и полулёгкой весовых категорий, выступал за сборную Монголии на всём протяжении 2000-х годов. Участник двух летних Олимпийских игр, обладатель бронзовой медали Азиатских игр, бронзовый и дважды серебряный призёр чемпионатов Азии, победитель многих турниров национального и международного значения. Также известен как самбист, двукратный серебряный призёр чемпионатов мира по самбо.

## Биография
Гантумурийн Дашдава родился 8 января 1981 года в Улан-Баторе.
Первого серьёзного успеха на взрослом международном уровне добился в 2002 году, когда попал в основной состав монгольской национальной сборной и побывал на Азиатских играх в Пусане, откуда привёз награду бронзового достоинства, выигранную в полулёгкой весовой категории. Год спустя завоевал серебряную медаль на чемпионате Азии в Чеджу — единственное поражение потерпел здесь от корейца Чон Бугёна, серебряного призёра Олимпийских игр. Кроме того, в этом сезоне занял седьмое место на международном турнире класса «А» в Москве и на немецком этапе Суперкубка мира в Гамбурге. Ещё через год добавил в послужной список серебряную медаль, полученную на азиатском первенстве в Алма-Ате — в решающем поединке не смог одолеть казаха Муратбека Кипшакбаева.
Благодаря череде удачных выступлений Дашдава удостоился права защищать честь страны на летних Олимпийских играх 2004 года в Афинах — выиграл первый поединок против грузина Георгия Вазагашвили, однако во втором потерпел поражение от японца Масато Утисибы, который в итоге и стал победителем этой Олимпиады. В утешительных встречах за третье место тоже успеха не имел, иппоном проиграл аргентинцу Хорхе Ленсине.
В 2005 году Гантумурийн Дашдава поднялся в лёгкую весовую категорию и стал в этом весе новым чемпионом Монголии, тем не менее, на международной арене в этот период он выступал неудачно, в частности, на чемпионате мира в Каире выбыл из борьбы за медали уже на стадии 1/32 финала. В 2008 году получил бронзу на чемпионате Азии в Чеджу, потерпев единственное поражение в четвертьфинале от представителя Казахстана Рината Ибрагимова. Будучи одним из лидеров дзюдоистской команды Монголии, благополучно прошёл квалификацию на Олимпийские игры в Пекине — взял верх над первыми двумя соперниками, тогда как в четвертьфинале проиграл иранцу Али Маломату. В утешительных поединках за третье место так же добрался только до четвертьфинала, где был побеждён японцем Юсукэ Канамару.
После пекинской Олимпиады Дашдава ещё в течение некоторого времени оставался в основном составе монгольской национальной сборной и продолжал принимать участие в крупнейших международных турнирах, хотя в весовых категориях он поднимался всё выше и выше, дойдя до полусреднего и даже среднего дивизионов. Так, в 2009 году в полусреднем весе он занял пятое место на азиатском первенстве в Тайбэе. Последний раз показал сколько-нибудь значимый результат в сезоне 2011 года, когда в среднем весе выиграл бронзовую медаль на чемпионате Монголии в Улан-Баторе. Вскоре по окончании этих соревнований принял решение завершить карьеру профессионального спортсмена, уступив место в сборной молодым монгольским дзюдоистам.
Помимо участия в соревнованиях по дзюдо, Гантумурийн Дашдава также неоднократно принимал участие в турнирах по самбо. В частности, он является серебряным призёром чемпионатов мира по самбо 2003 и 2007 годов.